# 와토스코리아
와토스코리아 주식회사는 대한민국의 양변기·욕실부품 기업이다.

## 역사
1973년 인천 서구 남영공업사로 시작하였으며 2005년 코스닥 시장에 상장하였다.

## 승계
높은 증여세 부담에 창업자가 회사의 경영권을 2세에게 물려주지 못하고 있다. 2024년 4월에 송태양 대표이사에게 승계가 완료되었다